# Gymnospermium smirnovii
Gymnospermium smirnovii är en berberisväxtart som först beskrevs av Ernst Rudolf von Trautvetter, och fick sitt nu gällande namn av Armen Tachtadzjan. Gymnospermium smirnovii ingår i släktet Gymnospermium och familjen berberisväxter. Inga underarter finns listade i Catalogue of Life.